# Theretra bistrigata
Theretra bistrigata är en fjärilsart som beskrevs av Butler 1875. Theretra bistrigata ingår i släktet Theretra och familjen svärmare. Inga underarter finns listade i Catalogue of Life.